# 5175 Ables
Ables (asteróide 5175) é um asteróide da cintura principal, a 1,8910134 UA. Possui uma excentricidade de 0,0387578 e um período orbital de 1 007,83 dias (2,76 anos).
Ables tem uma velocidade orbital média de 21,23546837 km/s e uma inclinação de 16,84434º.
Este asteróide foi descoberto em 4 de Novembro de 1988 por Carolyn Shoemaker.